# Juklea, Koriukivka
Juklea (în ucraineană Жукля) este o comună în raionul Koriukivka, regiunea Cernihiv, Ucraina, formată numai din satul de reședință.

## Demografie
Componența lingvistică a comunei Juklea
     Ucraineană (97,84%)
     Rusă (1,76%)
     Alte limbi (0,39%)
Conform recensământului din 2001, majoritatea populației comunei Juklea era vorbitoare de ucraineană (97,84%), existând în minoritate și vorbitori de rusă (1,76%).